# Tu-ph

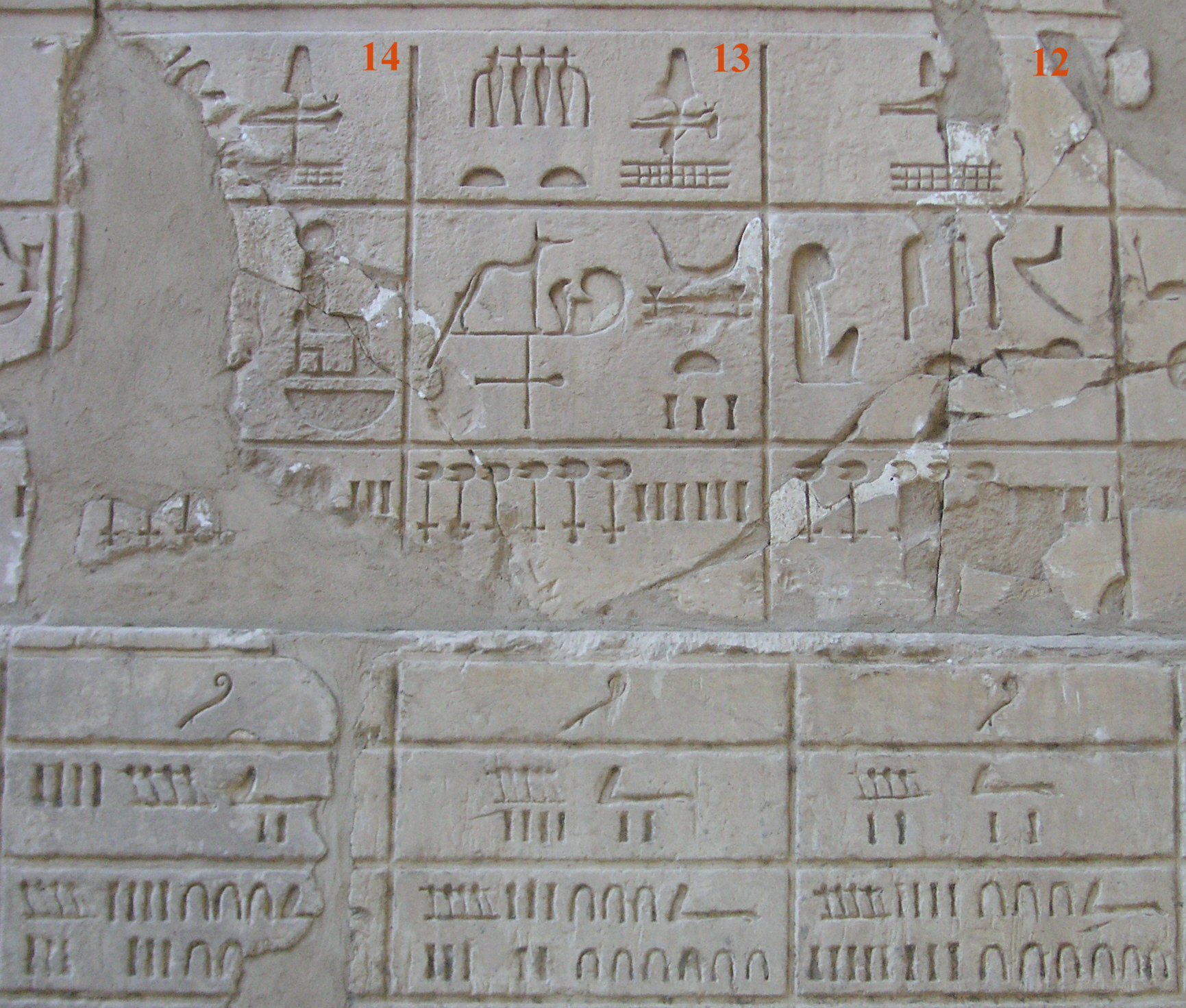
Tu-ph, län 12 på "Vita kapellets" vägg i Karnak.

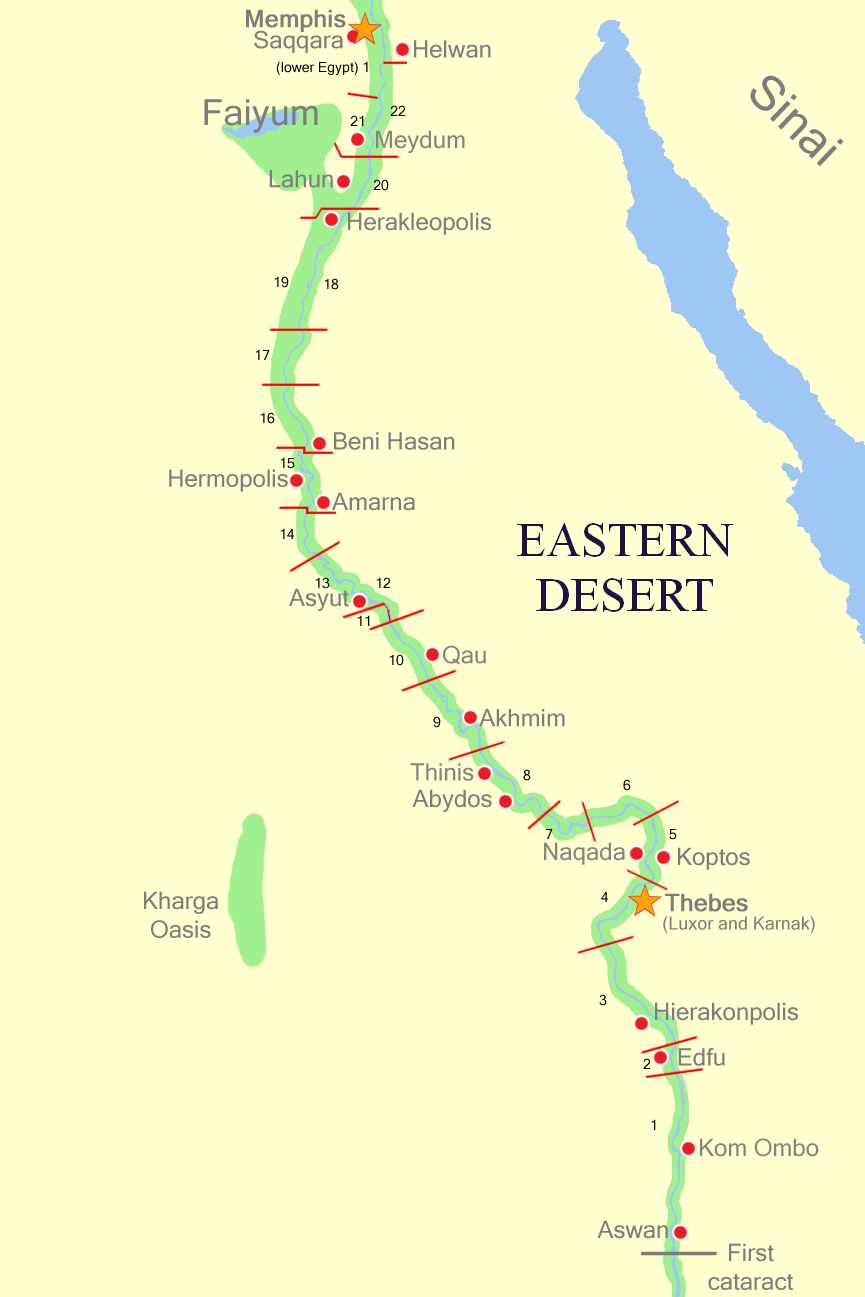
Lägeskarta över nomoi i Övre Egypten.

Tu-ph ("Huggormsberget", även Atefet) var ett av de 42 nomoi (länen) i Forntida Egypten.
| N26 · I9 · R12 · N24 |

Tu-ph med hieroglyfer

## Geografi
Tu-ph var ett av de 22 nomoi i Övre Egypten och hade nummer 12.
Länets yta var cirka 6 cha-ta (cirka 16,0 hektar, 1 cha-ta motsvarar 2,75 ha) med en längd om cirka 5 iteru (cirka 53 km, 1 iteru motsvarar 10,5 km).
Niwt (huvudorten) var först Hut-Sekhem-Senusret/Antaeopolis (dagens Hu) och senare Per-Nemty/Hierakon (dagens Al-Atawla).

## Historia
Varje län styrdes av en nomark som officiellt lydde direkt under faraon.
Varje Niwt hade ett Het net (tempel) tillägnad områdets skyddsgud och ett Heqa het (nomarkens residens).
Länets skyddsgud var Nemty och bland övriga gudar dyrkades främst Bat.
Idag ingår området i guvernementet Asyut.